# Lacul Laach
Laacher See (pronunție germană: [ˈlaːxɐ ˈzeː]), cunoscut și sub numele de Lacul Laach, este un lac vulcanic de calderă cu un diametru de 2 km din Renania-Palatinat, Germania, la aproximativ 24 km nord-vest de Koblenz, 37 km sud de Bonn și 8 km vest de Andernach. Se află în lanțul muntos Eifel și face parte din câmpul vulcanic Eifel de Est din cadrul Eifel vulcanic mai mare. Lacul a fost format dintr-o erupție plinică de aproximativ 11.000 î.Hr., cu un Indice de Explozie Vulcanică (VEI) de 6, la aceeași scară ca erupția Pinatubo din 1991. Descărcările vulcanice observabile ca mofete pe malul de sud-est al lacului sunt semne de vulcanism adormit.

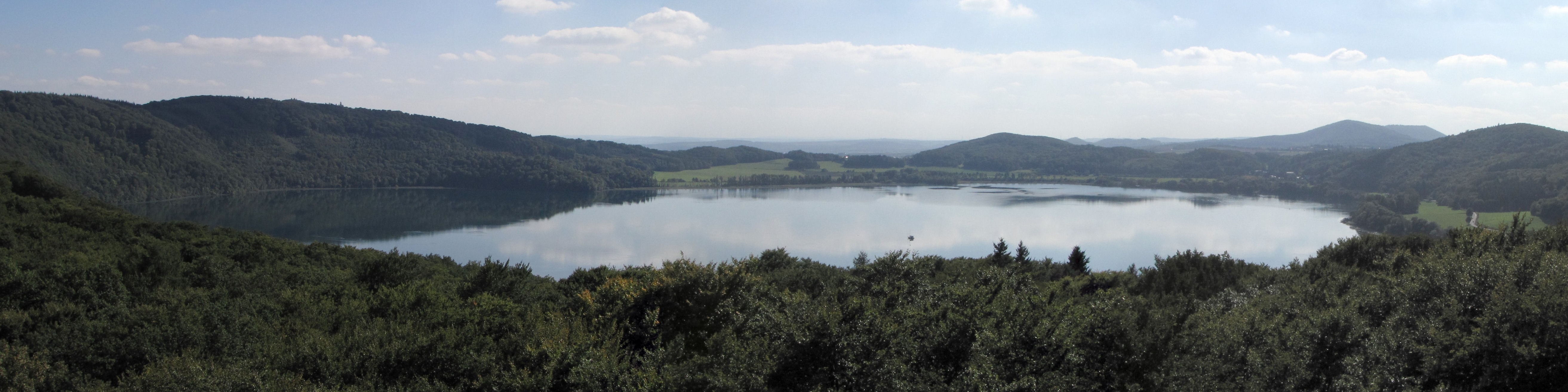
Panorama Lacului Laach

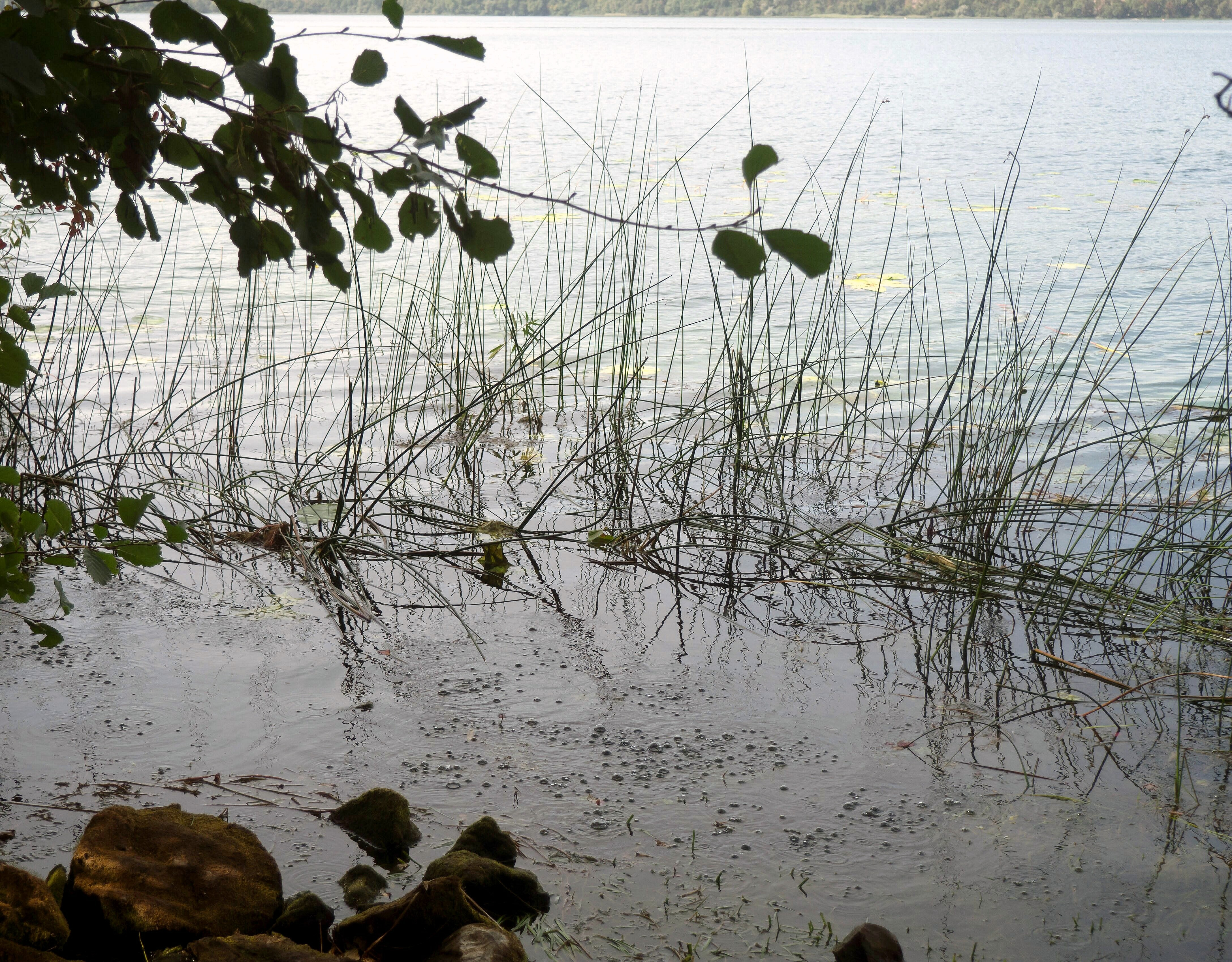
Mofetă în Lacul Laach

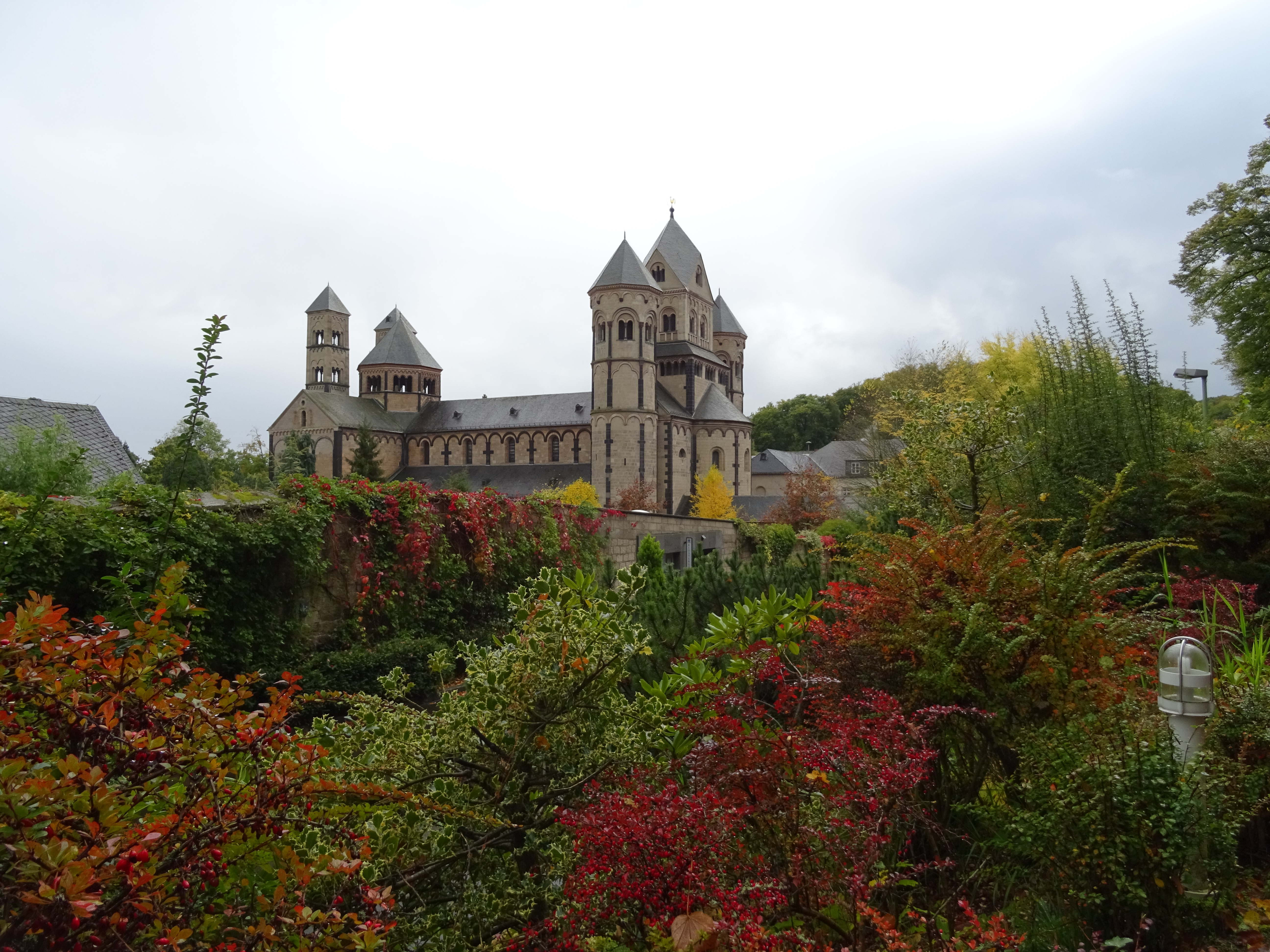
Abația Maria Laach de pe malul Lacului Laach

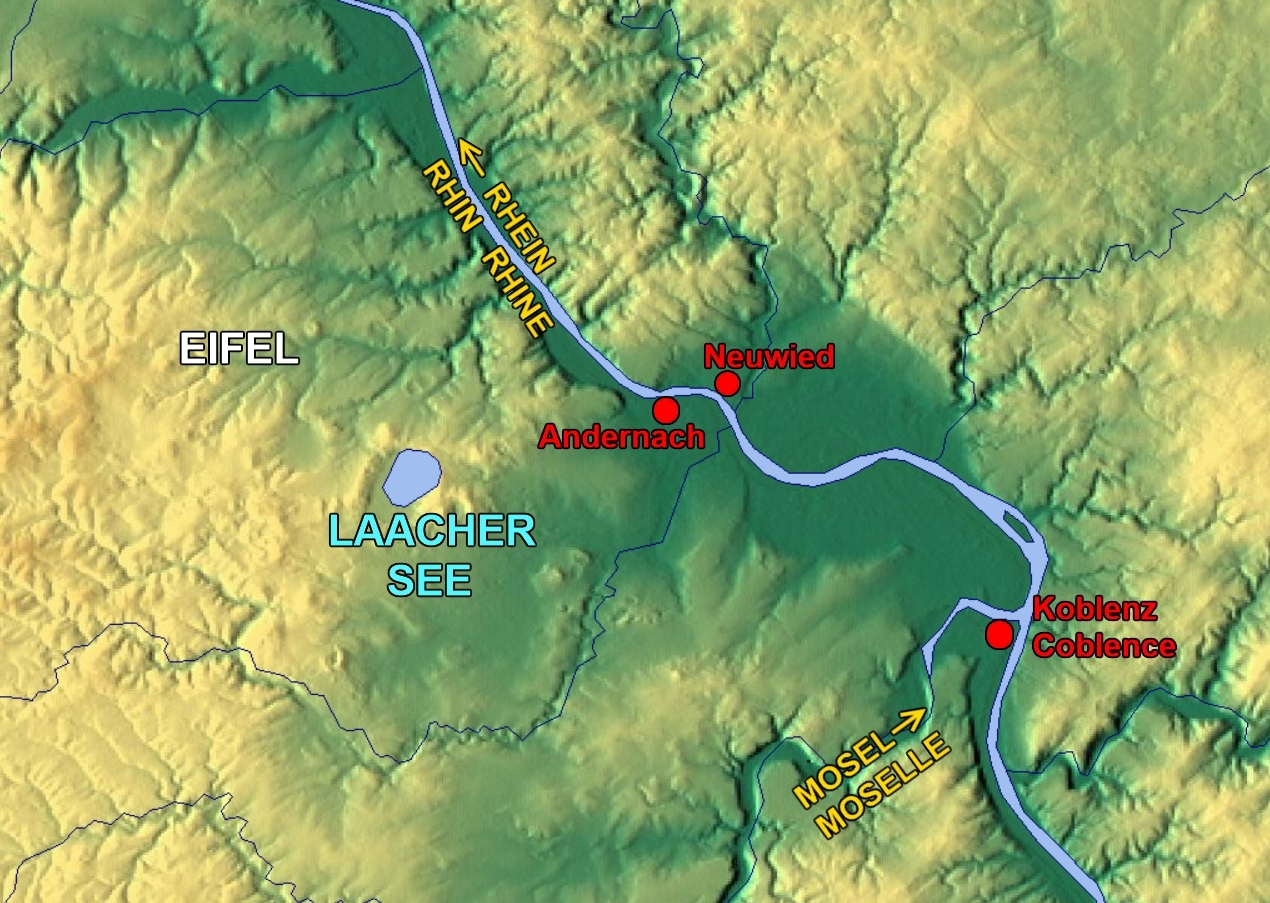
Hartă topografică a regiunii din jurul Lacului Laach